# Il pulcino Pio
Il Pulcino Pio és una cançó feta per Radio Globo. Ja té més de 50 milions de visites a YouTube.